# Eupithecia fortunata
Eupithecia fortunata là một loài bướm đêm trong họ Geometridae.